# 巴赫多区
巴赫多區是索馬利亞的一個區，位於該國中部的加勒古杜德州，首府為巴赫多。

## 外部鏈結
- 巴赫多在Google地圖上的位置